# George Treby (homme politique)
George Treby (v. 1684-1742) de Plympton House, Plympton St Maurice, Devon, est un homme politique whig anglais qui siège à la Chambre des communes pendant 34 ans, de 1708 à 1742. Il est secrétaire à la guerre de 1718 à 1724 et maître de maison de 1730 à 1741. Il construit Plympton House (en) entre 1715 et 1720, que son père a commencé et laissé inachevé à sa mort en 1700. 

## Jeunesse

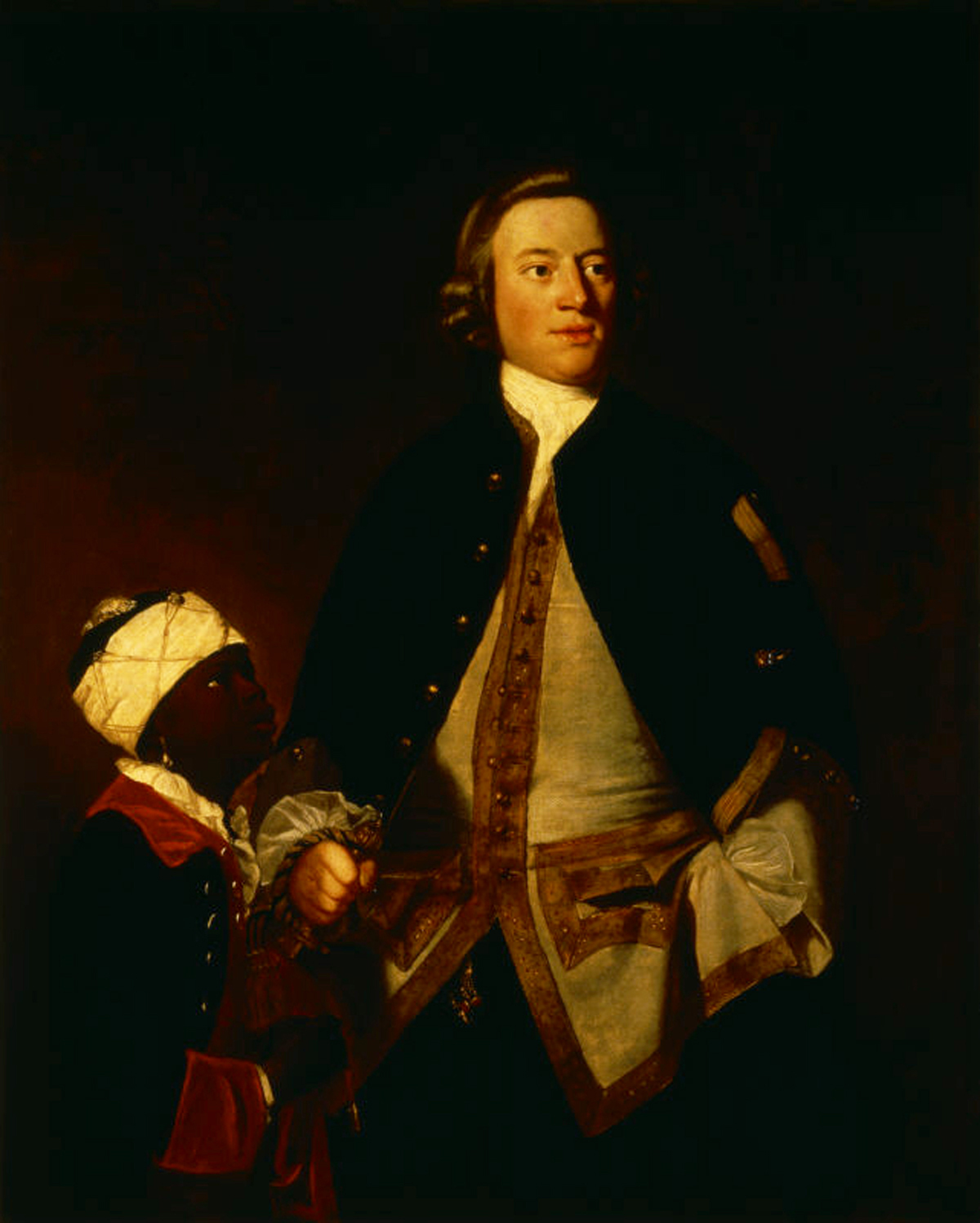
L'amiral Paul Henry Ourry (1719–1783), député de Plympton House, avec «Jersey». Portrait de Sir Joshua Reynolds (1723-1792). Collection de Saltram House, Plympton, propriété du National Trust

Il est baptisé le 29 octobre 1685, le fils aîné de Sir George Treby (juge) (en), Lord Chief Justice of the Common Pleas, et de sa troisième épouse Dorothy Grainge. En 1692, il est admis au Middle Temple. Son père est décédé en 1700 et il hérite de ses domaines à Plympton. Il s'inscrit à Exeter College, Oxford le 3 avril 1701, âgé de 16 ans. 

## Carrière

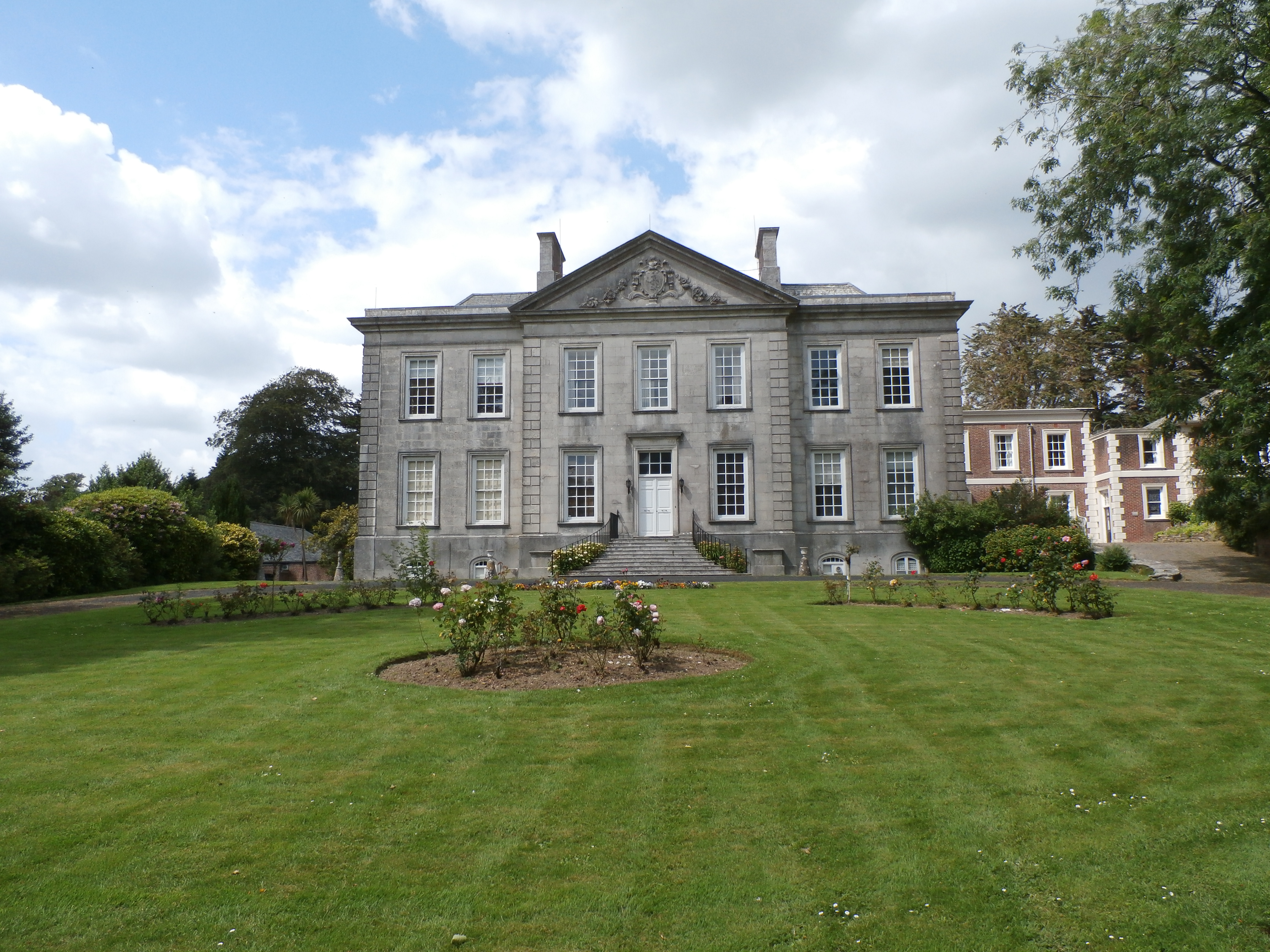
Plympton House, Plympton St Maurice, achevé par George II Treby vers 1715–1720

Il est élu sans opposition en tant que député whig du district familial de Plympton Erle lors des élections générales de 1708, alors qu'il est dans la vingtaine. Il prend une part active aux débats de la Chambre et est souvent assesseur du côté whig. Il vote pour la naturalisation des Palatins en 1709 et la destitution du Dr Sacheverell en 1710. Il est réélu sans opposition aux élections générales britanniques de 1710 et est de nouveau souvent assesseur pour les Whigs. Il vote en faveur de la motion pour «Pas de paix sans l'Espagne» le 7 décembre 1711. Il est réélu sans opposition à nouveau aux élections générales britanniques de 1713. Il est à nouveau un assesseur fréquent et vote contre l'expulsion de Richard Steele. 
Il est réélu sans opposition en tant que député de Plympton Erle aux élections générales britanniques de 1715 et est commissaire aux biens confisqués de juin 1716 à 1719. En 1718, il est nommé secrétaire à la guerre. Il est réélu à nouveau au 1722. En 1724, Walpole veut donner le poste de secrétaire à la guerre à Pelham, et se débarrasse de Treby en 1724, le faisant caissier de l'Échiquier. Lors de l'accession au trône du roi George II, Treby est privé de son poste, et aux élections générales britanniques de 1727, il est réélu en tant que député de Dartmouth. Il est nommé maître de maison en 1730 et occupe le poste jusqu'en 1740. Il est réélu sans opposition pour Dartmouth aux élections générales britanniques de 1734 alors qu'il est directeur des élections pour plusieurs autres circonscriptions du Devon. En 1740, il devient Lord du Trésor. Il est réélu de nouveau aux Élections générales britanniques de 1741 mais est démis de ses fonctions à la chute de Walpole en février 1742. 

## Mariage et descendance
Il épouse Charity Hele à St James, Westminster. Elle est la fille et la cohéritière de Roger Hele de Holwell, dans la paroisse de Newton Ferrers, Devon. Sa sœur est Juliana Hele, épouse de Peregrine Osborne (3e duc de Leeds) (1691-1731). Ils ont 2 fils et 2 filles : 
- George III Treby (vers 1726-1761), fils aîné et héritier, député de Plympton Erle 1747-1761, est décédé célibataire[6]
- Lt.Col. George Hele Treby (vers 1727-1763), député de Plympton Erle 1761-1763, est décédé célibataire[7]
- Ann(e) Treby, qui épouse Benjamin Hay(e)s en 1756. Elle est l'héritière de Delamore dans la paroisse de Cornwood, domaine qui a été acheté par son père[8]. Elle a un fils et un héritier: 
  - Treby Hele Hay(e)s (1764–1837)
- Charity Treby, épouse de Paul Henry Ourry (1719–1783), député de Plympton Erle 1763–1775 et en 1775 commissaire de Plymouth Dockyard. Paul Ourry est le deuxième fils de Louis Ourry, un réfugié huguenot de Blois en France qui a obtenu la nationalité britannique en 1713 et une commission dans l'armée britannique[9]. Un portrait de Paul Ourry par Sir Joshua Reynolds (1723-1792), son contemporain et originaire de Plympton et ami de la famille Parker de Saltram, existe dans la collection de Saltram House, Plympton.